# Darko Kovačević
Darko Kovačević (serbisch-kyrillisch Дарко Ковачевић, * 18. November 1973 in Kovin, SFR Jugoslawien) ist ein ehemaliger serbischer Fußballspieler. Er zeichnete sich besonders durch seine Kopfballstärke und seine Athletik aus.

## Karriere

### Im Verein
Darko Kovačević begann seine Karriere bei Proleter Zrenjanin. Zwischen 1994 und 1995 spielte er bei FK Roter Stern Belgrad, wo er den Durchbruch schaffte, und gewann mit der Mannschaft die jugoslawische Meisterschaft und den jugoslawischen Pokal.
Danach wechselte er erst zum englischen Erstligisten Sheffield Wednesday und danach zu Real Sociedad nach Spanien.
Im Jahr 1999 wurde Darko Kovačević vom italienischen Rekordmeister Juventus Turin verpflichtet. Bei Juve stand er zwei Jahre unter Vertrag und verfehlte mit der Mannschaft zweimal sehr knapp den Gewinn der italienischen Meisterschaft. In der Saison 1999/2000 wurde er, trotz Juves Aus im Achtelfinale, mit zehn Toren in acht Spielen bester Torschütze im UEFA-Pokal.
Zur Saison 2001/02 verpflichtete Juventus den Chilenen Marcelo Salas von Lazio Rom, als Teil dieses Transfers wechselte Kovačević im Gegenzug zum Hauptstadtklub. Bei Lazio kam er jedoch nicht zum Zug und kehrte deshalb noch während der Saison zu seinem alten Verein Real Sociedad zurück. In der Saison 2002/03 fand er mit 20 Treffern in 36 Ligapartien zu alter Form zurück, danach ging seine Torausbeute jedoch zurück. Am Ende der Saison 2006/07 stieg er mit seinem Klub ab und wechselte daraufhin im Sommer 2007 zu Olympiakos Piräus nach Griechenland, wo er einen Einjahresvertrag erhielt. Sein Vertrag wurde erneut verlängert; Kovačević zählte zu den Leistungsträgern beim griechischen Meister. Während der Saison 2008/09 wurden bei ihm Herzprobleme diagnostiziert. Er wurde daraufhin am 13. Januar 2009 in Spanien operiert, die Operation ist gut verlaufen.

### In der Nationalmannschaft
Darko Kovačević absolvierte am 27. Dezember 1994 beim 0:1 gegen Argentinien sein erstes Länderspiel, insgesamt bestritt er 59 Partien für Serbien und Montenegro bzw. die Bundesrepublik Jugoslawien, erzielte dabei zehn Tore und nahm an der Weltmeisterschaft 1998 in Frankreich teil.

### Nach Beendigung seiner Karriere als Fußballspieler
Zurzeit ist Darko Kovačević Chef des Scoutingteams von Olympiakos Piräus und technischer Berater der Verwaltungsabteilung von Olympiakos Piräus.

## Erfolge
- Jugoslawische Meisterschaft: 1994/95
- Jugoslawischer Pokal: 1994/95
- UEFA Intertoto Cup: 1999
- UEFA-Pokal-Torschützenkönig: 1998/99, 1999/2000
- Griechischer Supercup: 2007
- Griechische Meisterschaft: 2007/08
- Griechischer Pokal: 2007/08